# Ukrainische Botschaft in Bratislava
Die Ukrainische Botschaft in Bratislava ist die diplomatische Vertretung der Ukraine in der Slowakei. Das Botschaftsgebäude befindet sich in der Radvanská 35 in Bratislava. Ukrainischer Botschafter in der Slowakei ist seit Januar 2017 Jurij Muschka.

## Geschichte

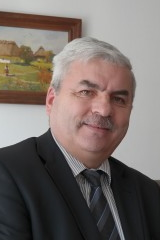
Jurij Muschka, Botschafter seit 2017

Nach dem Zerfall der Sowjetunion erklärte sich die Ukraine im August 1991 für unabhängig. Am 1. Januar 1993 erkannte die Ukraine als eines der ersten Länder der Welt die staatliche Unabhängigkeit der Slowakischen Republik an. Die Fortführung diplomatischer Beziehungen zur Slowakei wurde vereinbart, als offizieller Zeitpunkt für die Aufnahme diplomatischer Beziehungen gilt der 9. Juni 1934. Diplomatischer Vertreter war vor 1993 der Botschafter in Prag. Als erster Botschafter war Roman Lubkiwskyj akkreditiert. Inna Ohniwez war 2005 die erste Botschafterin.
Die Slowakei hat 2000 ein Generalkonsulat in Uschhorod eingerichtet.

## Konsulareinrichtungen der Ukraine in der Slowakei
- Konsularabteilung der Botschaft der Ukraine in Bratislava

## Botschaftsgebäude in der Slowakei
Sitz der Botschaft ist in der Radvanská 35 im Westen der slowakischen Hauptstadt.

## Botschafter und Gesandte der Ukraine in der Slowakei
- Roman Lubkiwskyj (1992–1993)
- Petro Sardatschuk (1993–1995)
- Dmytro Pawlytschko (1995–1998)
- Jurij Rylatsch (1998–2004)
- Serhij Ustytsch (2004–2005)
- Inna Ohniwez (2005–2010)
- Iwan Cholostenko (2010)
- Oleh Hawaschi (2010–2016)
- Jurij Muschka (2017–)